# شرمکه
شرمکه (به آلمانی: Schermcke) یک منطقهٔ مسکونی در آلمان است که در اوکسرزلبن واقع شده‌است. شرمکه ۶۳۳ نفر جمعیت دارد.